# (2632) Guizhou
(2632) Guizhou ist ein Asteroid des Hauptgürtels, der am 6. November 1980 am Purple-Mountain-Observatorium in Nanjing entdeckt wurde. 
Benannt ist der Asteroid nach der chinesischen Provinz Guizhou.